# Регионален исторически музей (Русе)
Вижте пояснителната страница за други значения на Регионален исторически музей.
Регионалният исторически музей в град Русе развива своята дейност в областите Русе, Разград и Силистра, България.

## История
Русенският музей е основан през 1904 г. В основата му стоят археологическите сбирки на Карел и Херменгилд Шкорпил и на естествоизпитателя Васил Ковачев, които са били събрани в Русенската мъжка гимназия „Княз Борис“. През 1937 г. Училищната музейна сбирка става Градски музей под ръководството на общината, и се настанява в един от салоните на Доходното здание. През 1949 г. музеят е одържавен под името Народен музей. През 1952 г. получава статут на Окръжен музей, а от юли 2000 г. е преобразуван в Регионален музей. От 2007 г. постоянната експозиция на музея се помещава в сградата на Окръжното управление, построено през 1882 – 1892 г. от арх. Фридрих Грюнангер. Първоначалният замисъл е сградата да се използва като резиденция на княз Александър I Батенберг, затова и до днес се нарича Дворецът Батенберг.
Институционално, Регионалният исторически музей в Русе обединява експозициите на историческия музей, Пантеона на възрожденците, Къща музей „Градски бит на Русе“ (известна като Къщата на Калиопа), Къща музей „Захарий Стоянов“, Къща музей „Тома Кърджиев“, както и три експозиции на открито: Ивановските скални църкви, Средновековният град Червен, Римската крепост Сексагинта Приста.

## Фондове и експозиции
Музеят съхранява около 140 000 фондови единици. Сред експонатите му се отличават:
- праисторическа керамика и идолна пластика;
- Боровското съкровище от 4 век пр.н.е. (ритуален сервиз за вино, сребро с позлата);
- находките от археологическите разкопки на античните дунавски кастели Ятрус и Сексагинта Приста, на средновековния български град Червен;
- колекцията от средновековни стенописи;
- колекциите от експонати от традиционния бит;
- етнографските колекции от градско облекло, порцелан, стъкло и сребро от края на 19 – началото на 20 век;
- лични вещи на видни дейци на българските националноосвободителни борби като Панайот Хитов, Георги Раковски и др.;
- нумизматичната сбирка;
- сбирката от кости на праисторически бозайници, сред които е уникалната долна челюст на Мамутус Романос – единствена в света и др.